# 恋愛後遺症

『恋愛後遺症』（原題：Lovesick）は、2014年10月にチャンネル4で放送されたイギリスのドラマ。

ジョニー・フリン、アントニア・トーマス、ダニエル・イングスが出演している。チャンネル4で放送された後、Netflixオリジナルドラマとして第2シーズン、第3シーズンが全世界で独占配信されている。

## あらすじ
主人公のディランはクラミジアと診断される。かつてのパートナーに罹患を知らせなくてはならなくなり、親友イーヴィーとルークと共に、過去の恋愛に向き合っていく。

## 登場人物
※括弧内は日本語吹替。
- ディラン - ジョニー・フリン(髙橋孝治)
- イーヴィー - アントニア・トーマス(志田有彩)
- ルーク - ダニエル・イングス(山本兼平)